# دوري الدرجة الأولى الروماني 2010–11
دوري الدرجة الأولى الروماني 2010–11 (بالرومانية: Liga I 2010-2011)‏ هو الموسم 93 من  دوري الدرجة الأولى الروماني. أقيم خلال الفترة 23 يوليو 2010 وحتى 21 مايو 2011، وأشرف على تنظيمه اتحاد رومانيا لكرة القدم، وكان عدد الأندية المشاركة فيه  18، وفاز فيه نادي أوتسيلول غالاتسي بعد أن لعب 34 مباراة وفاز بـ 21 منها.

## نتائج الموسم
| المركز | فريق                  | لعب | ف  | ت | خ | له | عليه | ف.أ | نقاط | ملاحظة |
| ------ | --------------------- | --- | -- | - | - | -- | ---- | --- | ---- | ------ |
| 1      | نادي أوتسيلول غالاتسي | 34  | 21 | 7 | 6 | 46 | 25   | +21 |      |        |